# Bardíja perzsa király
Bardíja (óperzsa 𐎲𐎼𐎮𐎡𐎹 (Ba-ra-di-i-ya), azaz Bardīya, perzsául: بردیا, Bardiyā, ógörögül: Σμερδής, Szmerdész, (Kr. e. 550-es évek – Kr. e. 522. szeptember 29.) akhamenida uralkodó, II. Kurus (görög Nagy Kürosz) kisebbik fia.

## Élete
Hérodotosz szerint Bardíja bátyjával, Kambúdzsijával (görög II. Kambüszész) együtt részt vett Egyiptom elfoglalásában. A „Görög–perzsa háború” c. művének harmadik könyvében írja (30):

„Kambüszész irigységből visszaküldte Egyiptomból Perzsiába, mert a perzsák közül senki sem tudott mit kezdeni azzal az íjjal, amelyet az ikhthüophagoszok hoztak az etiópoktól, Szmerdész (Bardíja) azonban kéthüvelyknyire kifeszítette.”

– Hérodotosz, III/30

Ugyanitt azt is leírja, hogy egy álom után attól félve, hogy öccse megöli, Kambúdzsija megölette  Bardíját.
Két évvel később Kambüszész híreket kapott, hogy egy Gaumáta (𐎥𐎢𐎶𐎠𐎫, ga-u-ma-a-ta, normalizált alakja Gaumāta) nevű méd pap Bardíjának adta ki magát, és lázadást szított. Kambúdzsija hazafelé tartva Paszargadainál meghalt. Dárajavaus (görög Dareiosz) szerint Kambúdzsija öngyilkos lett, mert felmérte, hogy nem tudja a trónt visszaszerezni, míg a görög történetírók szerint egy baleset miatt halt meg. Az is feltehető azonban, hogy gyilkosság áldozata lett, halálának körülményei rejtélyesek.
Más történészek szerint Bardíját nem ölette meg Kambúdzsija, és valóban ő lázadt fel és ragadta magához a hatalmat. Ellene viszont hét nemes szőtt összeesküvést. Ezek egyike volt Dárajavaus, a későbbi uralkodó, aki saját legitimációja miatt találta ki, hogy elődje nem a királyi család tagja volt, hanem a Gaumáta nevű bitorló, akinek mágus jelzője abban az időben jelzés értékű volt, mivel a máguszok a médek egyik népe volt. Az összeesküvők szeptember 29-én híveivel együtt megölték Bardíja-Gaumátát és híveit.